# كاساريس دي لاس هورديس
بلدية كاساريس دي لاس هورديس (بالإسبانية: Casares de las Hurdes)‏، هي بلدية تقع في مقاطعة قصرش والتي تقع في منطقة إكستريمادورا، غرب إسبانيا.
يبلغ عدد سكانها 649 نسمة وفقاً لإحصائية سنة (2002).